# 白瀝島
21°59′15″N 113°45′31″E / 21.987455°N 113.758586°E
白瀝島，因在大万山岛北面故称北沥，后讹误沿袭为白沥。是珠海市香洲區万山鎮管辖的一座海岛。白瀝島長3.8公里，寬3.2公里。面积7.937km2。位于珠江口外。属于万山列岛。西南距大万山岛2.2km，西北距澳门29km。
主峰為白瀝頂，高約299.1公尺，可鸟瞰全岛。白瀝島位置重要，長年為軍事要地，無居民居住，2005年起對外開放。白瀝島計劃主要發展軍事旅遊及海島、海洋生態型旅游。